# Громова, Евгения Сергеевна
Евгения Сергеевна Громова (родилась 27 марта 1988, Шатура, Московская область, РСФСР, СССР) — российская актриса театра и кино. Известна в первую очередь благодаря главной роли в фильме «Верность» (2019).

## Биография
Евгения Громова родилась в 1988 году в городе Шатура в Подмосковье. Окончила театральный факультет Балтийского института иностранных языков и межкультурного сотрудничества и режиссерскую мастерскую ГИТИСа, стала членом труппы «Студии театрального искусства». В кино начала сниматься в 2015 году (фильм «Городские птички»). В 2019 году была номинирована на премию «Белый слон» в категории «Лучшая актриса» за главную роль в фильме «Верность»
Критики отмечают «утончённую красоту» Громовой.

## Фильмография
| Год  |   | Название                             | Роль                           |
| ---- | - | ------------------------------------ | ------------------------------ |
| 2016 | с | Второе зрение                        | Ольга Плотникова               |
| 2017 | с | Алмазный эндшпиль                    | Майя                           |
| 2019 | ф | Верность                             | Лена                           |
| 2020 | с | Псих                                 | Марина                         |
| 2021 | с | Шифр 2                               | Зоя Васильевна                 |
| 2022 | ф | Страна Саша                          | София                          |
| 2022 | с | Пассажиры. Последняя любовь на Земле | Евгения                        |
| 2023 | с | Плейлист волонтёра                   | Соловьёва                      |
| 2023 | с | Госпожа                              | Маруся                         |
| 2023 | с | Кеша должен умереть                  | женщина на стоянке в аэропорту |
| 2024 | ф | Агния                                | Агния                          |